# Gasspeicher Wolfersberg

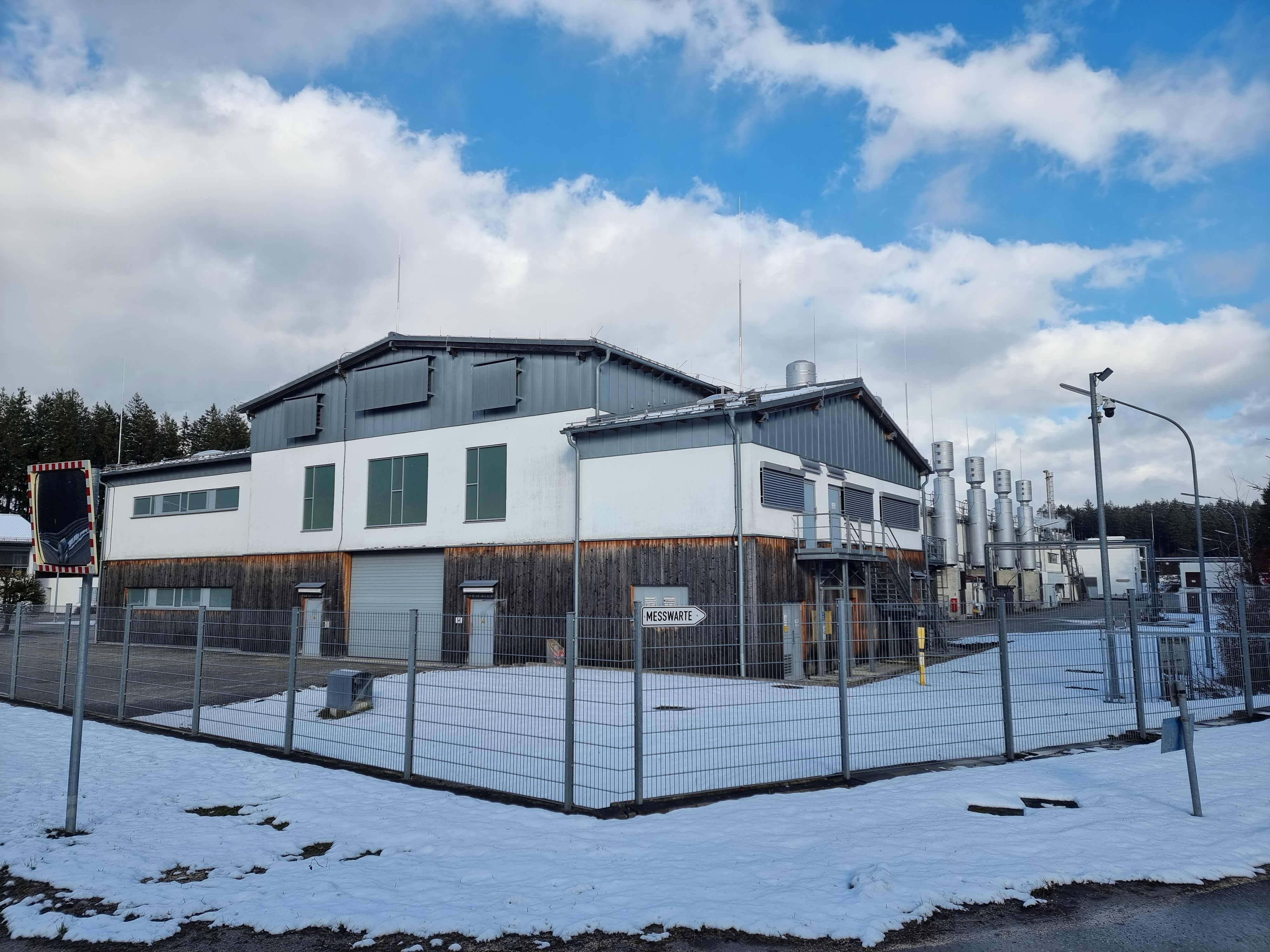
Gasspeicher Wolfersberg bei Oberpframmern

Der Gasspeicher Wolfersberg ist ein unterirdischer Erdgasspeicher. Er befindet sich in 3500 m Tiefe unter der Gemeinde Oberpframmern (Ortsteil Wolfersberg) im Landkreis Ebersberg etwa 22 km südöstlich von München.
Der Speicher hat einen maximalen Lagerstättendruck von ca. 250 bar und hat eine Kapazität von ca. 365 Millionen Kubikmetern und ist damit ein eher kleiner Erdgasspeicher. (zum Vergleich Gasspeicher Rehden)
Der Gasspeicher Wolfersberg und zwei weitere unterirdische Speicher (Gasspeicher Breitbrunn/Eggstätt und Gasspeicher Inzenham-West) sind Eigentum der NAFTA Speicher GmbH & Co. KG und werden von ihr auch betrieben. NAFTA Speicher ist ein Tochterunternehmen der slowakischen NAFTA a.s., die mehrheitlich dem ebenfalls slowakischen Unternehmen SPP Infrastructure gehört. Eigentümer der SPPI wiederum sind zum einen das staatliche slowakische Unternehmen SPP und zum anderen die tschechische EPH.